# 정 (행정 구역)
정(일본어: 町, ちょう 또는 まち)은 일본의 지방공공단체 중 하나로, 대한민국의 읍, 면에 해당된다. 
시·촌과 동격으로 함께 시정촌이라고 한다.
'~町'은 '~마치' 또는 '~초'라고 읽고 정마다 읽는 방법이 다르기 때문에 특정 정의 이름을 잘못 읽는 경우가 많이 생긴다. 대체로 일본 동부에서는 '마치'로 읽는 편이며, 일본 서부에서는 '초'로 읽는 편이다. 2019년 2월 15일 기준으로 일본에는 743개의 정이 있다.
정의 인구는 대개 5만 명 이하이고 5만 명이 넘으면 시로 승격된다. 또한 촌에서 정이 되기 위해서는 지역별로 특정 인구를 넘겨야 한다. 2014년 11월 1일 추계인구를 기준으로 가장 인구가 많은 정은 히로시마현 후추정으로 50,965명이고, 가장 적은 정은 야마나시현의 하야카와정으로 1,088명이다.
| 하한치(명) | 도도부현（2013년 기준 인구） | 도도부현（2013년 기준 인구）      |
| 하한치(명) | 촌 있음 | 촌 없음                           |
| ---------- | --- | --------------------------------- |
| 15,000     | | 도치기현                          |
| 10,000     | 이와테현 군마현 도쿄도 니가타현 | 후쿠이현 가가와현                 |
| 8,000      | 아오모리현 야마가타현 후쿠시마현 나가노현 오사카부 나라현 시마네현 고치현 오이타현 오키나와현                                                                          | 이시카와현 시즈오카현             |
| 7,000      | | 사가현                            |
| 5,000      | 홋카이도 미야기현 아키타현 이바라키현 사이타마현 지바현 가나가와현 야마나시현 기후현 아이치현 교토부 와카야마현 도쿠시마현 후쿠오카현 구마모토현 미야자키현 가고시마현 | 미에현 시가현 야마구치현 에히메현 |
| 4,000      | 돗토리현 | 히로시마현 나가사키현             |
| 3,000      | 도야마현 오카야마현 | 효고현                            |

## 같이 보기
- 조초 (町丁)
- 읍 (邑)